# Tour des Flandres 1965
Le Tour des Flandres 1965 est la 49e édition du Tour des Flandres. La course a lieu le 17 avril 1965, avec un départ à Gand et une arrivée à Gentbrugge sur un parcours de 235 kilomètres.
Le vainqueur final est le coureur Néerlandais Jo de Roo, qui devance au sprint son compagnon d’échappée, le Belge Edward Sels. Le Belge Georges Van Coningsloo complète le podium à 33 secondes.

## Classement final
|    | Coureur                | Pays     | Équipe                   | Temps           |
| -- | ---------------------- | -------- | ------------------------ | --------------- |
| 1  | Jo de Roo              | Pays-Bas | Televizier               | 5 h 47 min 29 s |
| 2  | Edward Sels            | Belgique | Solo-Superia             | m. t.           |
| 3  | Georges Van Coningsloo | Belgique | Peugeot-BP-Michelin      | + 33 s          |
| 4  | Willy Vannitsen        | Belgique | Ford France-Gitane       | m. t.           |
| 5  | Jean Stablinski        | France   | Ford France-Gitane       | m. t.           |
| 6  | Rik Van Looy           | Belgique | Solo-Superia             | m. t.           |
| 7  | Carmine Preziosi       | Italie   | Pelforth-Sauvage-Lejeune | + 58 s          |
| 8  | Gustaaf De Smet        | Belgique | Wiels-Groene Leeuw       | m. t.           |
| 9  | Arthur Decabooter      | Belgique | Wiels-Groene Leeuw       | m. t.           |
| 10 | Vic van Schil          | Belgique | Mercier-BP-Hutchinson    | m. t.           |